# Ik ben een meisje!
Ik ben een meisje! (Engels: I am a Girl!) is een Nederlandse korte documentairefilm van regisseur Susan Koenen. De film, die het thema transseksualiteit behandelt, ging in première op 24 oktober 2010 op filmfestival Cinekid en draaide meteen daarna op het festival IDFA. Ik ben een meisje kwam op televisie op 11 december 2010 bij de NCRV op Zapp, Nederland 3. Hollandse Helden is de producent van deze film.
De film was te zien op meer dan 85 filmfestivals en won diverse jury- en publieksprijzen. Ook werd de film vertoond tijdens speciale schoolvoorstellingen van IDFA en Movies that Matter op de Kunstschooldagen in 2015.

## Inhoud
Joppe is een meisje van 13 jaar dat een oogje heeft op Brian. Maar Brian weet niet dat Joppe eigenlijk een jongen is. Joppe en haar vriendinnen weten het zeker: ze is gewoon een meisje dat per ongeluk in een jongenslijf gevangen zit. Maar hoe vraag je dan verkering aan een jongen als Brian? Zou hij het snappen, en wat is het goede moment om het te vertellen?